# Dijschild

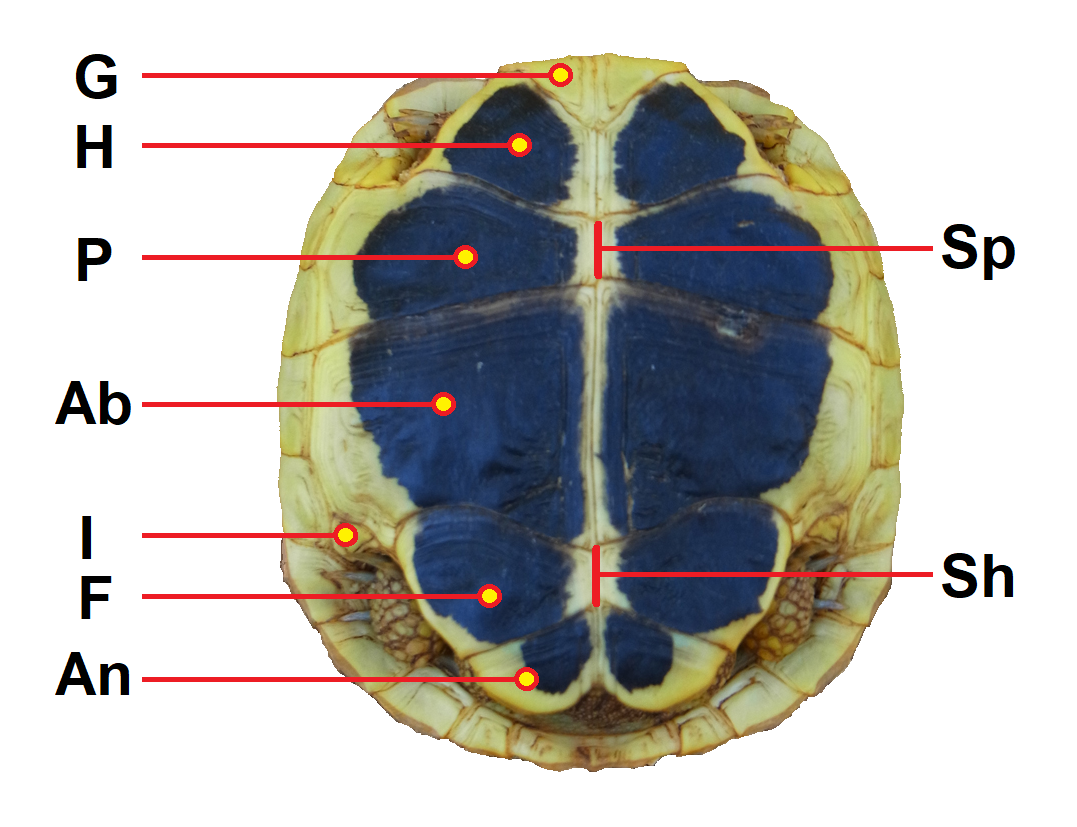
Buikschilden van de Griekse landschildpad.

Het dijschild of inguinaal is een van de hoornschilden aan het buikpantser van een schildpad. Het dijschild is altijd ongepaard en komt niet bij alle schildpadden voor. Bij sommige soorten komt het schild voor bij slechts een bepaald percentage van de exemplaren. De aan- of afwezigheid van het dijschild is een belangrijk determinatiekenmerk.
Op de afbeelding rechts is het dijschild aangegeven met een 'I'.